# Hagenbachia panamensis
Hagenbachia panamensis är en sparrisväxtart som först beskrevs av Paul Carpenter Standley, och fick sitt nu gällande namn av Robert William Cruden. Hagenbachia panamensis ingår i släktet Hagenbachia och familjen sparrisväxter. Inga underarter finns listade i Catalogue of Life.